# پسرکشی
پسرکشی فیلمی به کارگردانی محمدهادی کریمی و تهیه‌کنندگی صادق یاری محصول سال ۱۳۹۸ است.
این فیلم در بخش سودای سیمرغ سی و هشتمین دوره جشنواره فیلم فجر حضور داشت. 

## خلاصه داستان
داستان این فیلم در ۲ دهه ۴۰ و ۷۰ می گذرد و داستانی ‌معمایی از پیچیدگی‌های روابط خانواده ای است که به خاطر یک باور غلط، دهه ها دچار بحران هستند.

## بازیگران
- ژاله صامتی
- آرمان درویش
- بهاره کیان‌افشار
- لیلا زارع
- لیلا اوتادی
- نسیم ادبی
- فرخ نعمتی
- گلوریا هاردی
- صحرا اسدالهی
- زینب قادری
- شهناز نصرتی
- سهیل قاصدی
- حمید جاوید